# Phytoseius douglasensis
Phytoseius douglasensis är en spindeldjursart som beskrevs av Schicha 1984. Phytoseius douglasensis ingår i släktet Phytoseius och familjen Phytoseiidae. Inga underarter finns listade i Catalogue of Life.